# Grant Shaud
Grant Shaud (* 27. Februar 1961 in Evanston, Illinois; eigentlich Edward Shaud III) ist ein US-amerikanischer Schauspieler, der insbesondere durch die Rolle des Miles Silverberg in der Fernsehserie Murphy Brown aus den 1990er Jahren bekannt wurde.

## Werdegang

### Kindheit und Jugend
Grant Shaud kam in Evanston (Illinois) als Sohn von Ann Barbara (geborene Dougherty) und Edward Shaud, Jr. zur Welt. Seine Familie war irisch-katholisch. Er besuchte die Conestoga High School in Berwyn (Pennsylvania), die er 1979 abschloss. 1983 verließ er die Universität Richmond mit einem Abschluss in Journalismus. Dort gehörte er der Vereinigung Sigma Alpha Epsilon an.

### Laufbahn als Schauspieler
Shaud zog 1984 nach New York City, um am Theater zu arbeiten. In seiner ersten Fernsehrolle spielte er einen Gast namens Jack in Kate & Allie. Ab 1988 spielte er den Miles Silverberg in Murphy Brown. Er lebte mit seiner Schauspielkollegin Jane Leeves vor und während ihrer Vertragszeit in der Show zusammen, in der sie seine Freundin verkörperte. Er verließ die Show 1996, als seine Hauptrolle von Lily Tomlin übernommen wurde.
Zuletzt übernahm er einige Einsätze als Synchronsprecher, z. B. im Film Antz oder der Fernsehserie Batman: The Animated Series. Er spielte in The Drew Carey Show die Gastrolle des Jack, der von sich selbst glaubte, der Teufel zu sein. Ebenfalls spielte er den Alex Rosetti in der Fernsehserie Madigan Men, zusammen mit Gabriel Byrne.

## Auswahl von Auftritten

### Fernsehen
- Murphy Brown (als Miles Silverberg), 1988–1996
- Mord ist ihr Hobby (in der Folge „Where Have You Gone, Billy Boy?“ als Bauchredner Woody Perkins), 1990
- Drew Carey Show (in der Folge „The Devil, You Say“ als Jack), 1996
- Superman – Die Abenteuer von Lois & Clark (als Harold Kripstly/The Toyman in der Folge „Toy Story“), 1997
- From the Earth to the Moon (als Bob Carbee), 1998
- Madigan Men (als Alex Rosetti), 2000
- Ein Hauch von Himmel (in der Folge „The Sixteenth Minute“ als Ed), 2002
- Oliver Beene (als Dr. Jerrimiah 'Jerry' Beene), 2003
- Pushing Daisies 2007
- Law & Order (in der Folge „Misbegotten“ als Dr. Hoffman), Januar 2008
- Medium (in den Folgen „Burn Baby Burn“ und „Burn Baby Burn, Teil 2“ als Dr. Leo Crane), März 2008

### Film
- Ein ehrenwerter Gentleman (als Arthur Reinhardt), 1992
- Men Seeking Women (als Les), 1997
- Antz (als die Stimme von Foreman), 1998
- The Crow III – Tödliche Erlösung (als Peter Walsh), 2000
- Waltzing Anna (als JD Reno), 2006

### Theater
- Torch Song Trilogy, Broadway, 1986
- Today, I Am a Fountain Pen (als Pete Lisanti), Theater 890, 1986
- Writer's Block (als David), Atlantic Theater, 2003
- After Ashley (als David), Vineyard Theatre, 2005
- Thicker than Water (verschiedene Rollen), Ensemble Studio Theatre, 2008